# Joel Yates
Pour les articles homonymes, voir Yates.
Joel Yates, né le 7 novembre 1997 à Palmerston North, est un coureur cycliste néo-zélandais.

## Biographie
En fin d'année 2019, il se distingue en remportant la deuxième étape du Tour du Guatemala.

## Palmarès et résultats

### Palmarès par année
- 2016
  - 4e étape du Powerco Tour of Taranaki
- 2017
  - 3e du championnat de Nouvelle-Zélande de poursuite par équipes
- 2019
  - Beacon Cycling on the Avenue Series[2]
  - 2e étape du Tour du Guatemala
  - 3e du championnat de Nouvelle-Zélande sur route espoirs
- 2021
  - Prologue du Tour de Southland (contre-la-montre par équipes)

### Classements mondiaux
| Année            | 2019 | 2020 |
| ---------------- | ---- | ---- |
| UCI Oceania Tour | 64e  | 50e  |